# Soul muzika
Soul (engleski: duša) je muzički stil koji se pojavio u SAD krajem 1950-ih te predstavlja svojevrsnu kombinaciju ritam i bluza i gospela.
Prvi zvukovi soula počinju 1957. godine u mestu Memfis u SAD, gde je u jednoj napuštenoj bioskopskoj dvorani osnovana diskografska kuća Staks rekords i tonski studijo Rojal. Osnivači su bili jedan bankarski činovnik po imenu Džim Stjuart, i njegova sestra Estel Askton. Ubrzo da menjaju ime u Staks i tada im u studio počinju dolaziti mladi talentovani crnci sa puno sluha koji se kasnije pretvaraju u prave soul zvezde.
„To je bio sleng koji svako razume, a osim toga, imao je prepoznatljiv početak - one and three, and one, two, three.” - Džejms Braun o Papa's Got A Brand New Bag
Kao muzički žanr, soul se počeo razvijati krajem '50-ih godina, kada muzičari poput Sama Kuka i Raja Čarlsa počinju da mešaju stilove gospela, ritma i bluza. Soul povremeno koristi i improvizacijske dodatke, okretne i pomoćne zvukove. Privlačan ritam, naglašen pljeskom ruku i pokretom tela, njegove su vrlo bitne značajke. Ostale karakteristike su veza i reakcija između solista, pripev i posebno napeti vokalni zvuk.

## Istorija
Soul muzika svoje korene ima u stilovima gospel, ritam i bluz. Njegovi prvi izvođači bili su Afroamerikanci, a pojavljuje se u unutrašnjim gradovima SAD-a poput, Detroita i Memfisa, a posebno u Čikagu.
Godine 1957, bankovni činovnik po imenu Džim Stjuart i njegova sestra Estel Akston kupuju staru bioskopsku dvoranu u Memfisu (koja se nalazi južno od središta grada, a kasnije će dobiti nadimak „Soulsvil, USA”) i u njoj osnivaju diskografsku kuću Staks rekords i studio Rojal. U početku su se zvali Satellite Record Shop i prvo su se bavili prodajom gramofonskih ploča. Kada su doznali da je ime Satellite već bilo registrovano, menjaju ga u Staks, što je bilo prva dva slova njihovih prezimena. Džim je svirao violinu u jednom kantri sastavu i nije razmišljao da radi sa afroameričkim izvođačima, više je bio u potrazi za novim Elvisom. U Memfis se tada doseljava puno Afroamerikanaca i demografski se profil ubrzo počinje menjati sa belačkog na crnački i sve je manje bilo onih koje je zanimala kantri muzika. U Staks su tada na audicije počeli dolaziti mladi, talentirani crnci sa puno sluha, koji su se kasnije pretvorili u prave soul zvezde.
Džim Stjuart i njegova sestra Estel Akston, 1968. godine prodaju Staks novom vlasniku, Al Belu i tada postaje jedna od najvećih diskografskih kuća u Americi. Firma je bankrotirala 1975. godine, a njen bogati muzički katalog preuzima 2006. godine preduzeće Konkord rekords. Staks je preko noći stvorio velike soul zvezde, a neke od njih se slušaju i danas poput, Rufasa Tomasa, Otisa Redinga, Vilsona Piketa, dueta Sam end Dejv, Isaka Hejeza i mnogih drugih.
Pretvaranje R&B i gospela u soul počelo je albumima Džekija Vilsona, Sama Kuka, Džejmsa Brauna, te posebno Raja Čarlsa i njegovog hita iz 1954. godine, „I Got A Woman”. Drugi veliki soul izvođači iz tog vremena bili su, Mahalija Džekson, Nina Simon, Luis Džordan i Big Džo Turner. Litl Ričard, Fats Domino i Džejms Braun, nazivali su se rokenrol izvođačima u to vreme. Tokom 1960-ih, dok je vladala bitlmanija, Čarls i Braun tvrde da su oduvek bili R&B izvođači. Litl Ričard se sam proglasio „kraljem roka” i „rollin, rhythm and blues soulin”, jer mu se muzika temelji na sva tri žanra. Solomon Burk svoje rane snimke 1960-ih za Atlantik rekords snima u soul stilu, a kompozicije „”, „Just Out of Reach” i „Down in the Valley”, smatraju se klasicima toga žanra. Pevačica Ela Ficdžerald jedna je od prvih džez muzičara, koja je postavila osnove soul muzike.
Jedan od važnijih soul centara bilo je u Florensu, Alabama, gde je delovao studio Fejm. U Fejmu su snimali Džimi Hjuz, Persi Sledž i Artur Aleksander, a takođe u kasnim šezdesetima snima i Areta Frenklin. Često se navodi kako je Fejm studio u bliskom odnosu sa Staksom, a mnogo je muzičara i producenata koji su radili u Memfisu, doprinelo snimcima u Alabami. Još jedan ugledan izdavač iz Memfisa, je Goldvaks rekords, u vlasništvu Kvintona Klanča. Goldvaks potpisuje O.V. Rajt i Džejms Kar, a njih dvojica su napravili nekoliko snimaka koji se smatraju osnovama žanra. Kompozicija Jamesa Carra "The Dark End of the Street" (koju su napisali Chips Moman i Dan Penn), snimljena je u druga dva studija u Memphisu, Royal Recordingu i American Sound Studiju, 1967. godine. Vlasnik American Saund Studija je Čips Moman, producent kompozicije „The Dark End of the Street”, a ostali muzičari koji snimaju u studiju su kućne i rege grupe, predvođene Bobi Vudsom, Tomijem Kogbilom i Geneom Krismanom. Džejms Kar je snimao za Fejm, gde je radio zajedno sa muzičarima Dejvidom Hudom, Džimijem Džonsonom i Rodžerom Hokinsom.
Areta Frenklin 1967. godine snima kompozicije, „I Never Loved a Man (The Way I Love You)”, „Respect” (originalna kompozicija od Otisa Redinga) i „Do Right Woman-Do Right Man”, koje se smatraju pokretačem soul žanra i spadaju u kompozicije koje beleže najbolji komercijalni uspeh. Tokom kasnih šezdesetih, muzičari iz Staksa poput, Edija Flojda i Džonija Tejlora, napravili su značajan doprinos u soul muzici. Hauard Tejt u kasnim šezdesetima snima za Verve Rekords, a kasnije za Atlantik (gde je producent Džeri Ragovoj), a i mnogi drugi muzičari se ističu u stvaranju soul žanra.
Zahvaljujući velikom broju hit singlova, koji su se tokom šezdesetih popeli na vrh Top lestvica, Motaun je bio najuspešnija diskografska kuća u to vreme. U Motaunu su snimali mnogi muzičari poput, Stevija Vondera, Gladisa Najta i Marvina Gaja, koji su učinili mnogo za popularnost žanra, kao i za celokupni Motaun zvuk koji je kasnije postao poznat kao „severni soul”. Kertis Mejfild je u Čikagu stvorio slatki soul, koji mu je kasnije doneo reputaciju i nadimak „kum severnog soula”.
Produkcija soula toekom šezdesetih postaje popularna crnačka muzika, međutim krajem decenije dolazi do promene u stilu. Džejms Braun stvorio je novi zvuk fanka, a izvođači poput Slaja Stona, soulu dodaju psihodeliju fanka i roka. Soul uprkos promenama, sredinom sedamdestih nije više najuticajniji i najkomercijalniji crnački muzički žanr, gde disko muzika i fank preuzimaju popularnost i nezaustavljivo pomiču klasične melodije na ritam. Kasnije su se u soulu pojavile i ženske grupe kao i razne vrste stilova plavo-okog soula, Memfis soula, Fili soula i najpopularniji Motaun.

## 1970-e
Kasnije primeri soul muzike uključuju snimke američkog gospel sastava The Staple Singers (poput „I'll Take You There”) i Al Grina, koji su tokom sedamdesetih snimali u studiju Rojal rekording, vlasnika producenta Vilija Mičela, iz Memfisa. Mičelov Haj rekords nastavlja tradiciju Staksa u toj deceniji i objavljuje mnoge uspešne snimke Grina, Ane Pibls, Otisa Kleja, O.V. Rajta i Sajla Džnsona. Bobi Vomak koji je u kasnim šezdesetima snimao za Čips Moman, nastavlja da objavljuje soul snimke u sedamdesetima i osamdesetima.
U Detroitu producent Don Dejvis radi sa Staks muzičarima kao što su Džoni Tejlor i vokalnim sastavom Dramatiks. Motaun rekords objavljuje snimke muzičara Marvina Gajea i Smokija Robinsona, koji su mnogo pridonijeli soul muzici, mada se njihove kompozicije smatraju više kao pop stil, nego one punokrvne od Redinga, Frenklin i Kara. Iako se stilski razlikuju od klasične soul muzike, kompozicije koje su snimane u Čikagu od muzičara poput Džerija Batlera i Či-Lajtsa, često se smatraju sastavnim delom žanra.
Krajem šezdesetih i ranih sedamdesetih, soul muzika je bila pod uticajem fanka, psihodeličnog roka i drugih žanrova. Socijalna i politička zbivanja u to vreme inspirišu muzičare poput Gaje i Kertisa Mejfelda da objave albume koji govore o teškoj situaciji u društvu. Izvođači poput Džejmsa Brauna vodili su soul prema fank muzičkom stilu, koji je postao popularan toekom sedamdesetih godina i imao uticaja na veliki broj sastava kao što su Parlament-fankadelik i Metersi. Mnogi sastavi poput War, the Commodores and Earth, Wind and Fire i drugi, postaju popularni u to vreme. Tokom sedamdesetih komercijalizuje se i plavo-oki soul, koji u Filadelfiji izvodi duet Hall & Oates, a u Oklandu sastav Tower of Power, gde postižu veliki uspeh. Do kraja sedamdesetih soul gubi na popularnosti, a dominaciju preuzimaju disko i fank muzički stilovi. Ipak i u to vreme sastavi poput The O'Jays i The Spinners, nastavljaju sa objavljivanjem soul hitova.

## Literatura
- Adams, Michael (2008). Review of Atlantic Records: The House That Ahmet Built, by Susan Steinberg. Notes 65, no. 1.
- Cummings, Tony (1975). The Sound of Philadelphia. London: Eyre Methuen.
- Escott, Colin. (1995). Liner notes for The Essential James Carr.  Razor and Tie Records.
- Gillett, Charlie (1974). Making Tracks. New York: E. P. Dutton.
- Guralnick, Peter (1986). Sweet Soul Music. New York: Harper & Row.
- Hannusch, Jeff (1985). I Hear You Knockin': The Sound of New Orleans Rhythm and Blues. Ville Platte, LA: Swallow Publications.   0-9614245-0-8.
- Hoard, Christian; Brackett, Nathan, ур. (2004). The New Rolling Stone Album Guide. Simon & Schuster. ISBN 9780743201698.
- Hoskyns, Barney (1987). Say it One More Time for the Broken Hearted. Glasgow: Fontana/Collins.
- Jackson, John A. (2004). A House on Fire: The Rise and Fall of Philadelphia Soul. New York: Oxford University Press.  0-19-514972-6.
- Martin, Bill (1998), Listening to the Future: The Time of Progressive Rock, Chicago: Open Court, ISBN 0-8126-9368-X
- Miller, Jim (editor) (1976). The Rolling Stone Illustrated History of Rock & Roll.  New York:  Rolling Stone Press/Random House.   0-394-73238-3. Chapter on "Soul," by Guralnick, Peter, pp. 194–197.
- Pareles, Jon. 2004. Estelle Stewart Axton, 85, A Founder of Stax Records. New York Times.
- Pruter, Robert (1991). Chicago Soul: Making Black Music Chicago-Style. Urbana, Illinois: University of Illinois Press.  0-252-01676-9.
- Pruter, Robert, editor (1993). Blackwell Guide to Soul Recordings. Oxford: Basil Blackwell Ltd.  0-631-18595-X.
- Rolling Stone 500 Greatest Songs of All Time. Alfred Music.  0739075780
- Walker, Don (1985). The Motown Story. New York: Charles Scribner's Sons.
- Winterson, Julia, Nickol, Peter, Bricheno, Toby (2003). Pop Music: The Text Book, Edition Peters.  1-84367-007-0.
- Garland, Phyl (1969).  The Sound of Soul: the History of Black Music. New York: Pocket Books. 1971., cop. 1969. xii, 212 p. 300 p. + [32] p. of b&w photos.
- Flory, Andrew (2017). I Hear a Symphony: Motown and Crossover R&B. University of Michigan Press. ISBN 978-0-472-12287-5.
- Jon Fitzgerald (јануар 1995). „Motown Crossover Hits 1963–1966 and the Creative Process”. Popular Music. Cambridge University Press. 14 (1): 1—11. JSTOR 853340. doi:10.1017/s0261143000007601.
- Nelson George (2007) [first published 1985]. Where Did Our Love Go?: The Rise & Fall of the Motown Sound. University of Illinois Press. ISBN 9780252074981.
- Andrew Flory (2017). I Hear a Symphony: Motown and Crossover R&B. University of Michigan Press. ISBN 9780472036868.
- Valter Ojakäär (1983). Popmuusikast. Eesti Raamat.
- Szatmary, David P. (2014). Rockin' in Time. New Jersey: Pearson.
- Nelson George: Der Tod des Rhythm & Blues. Hannibal Verlag, St. Andrä-Wördern (Österreich) 1990,  3-85445-051-6.
- Gerald Hündgen (Hrsg.): Chasin’ A Dream. Die Musik des schwarzen Amerika von Soul bis Hip Hop. 1989. ISBN 3-462-01951-1. Kiepenheuer & Witsch, Köln .
- Stefan Hoffmann, Karsten Tomnitz: Rare Soul. Das Who-is-Who der Soul-Ära. 2005. ISBN 3-931555-98-4.. Ventil Verlag, Mainz .
- Wolfgang Tilgner: Psalmen Pop und Punk. Populäre Musik in den USA. 1993. ISBN 3-89487-184-9. Henschel Verlag, Berlin .
- Wieland Ziegenrücker, Peter Wicke: Sach-Lexikon Popularmusik. 1989. ISBN 3-492-18223-2. Piper Verlag. München .
- Tony Palmer: All Your Need Is Love. Die großen Musikstile – von Ragtime bis Rock. Hannibal Verlag, St. Andrä-Wördern (Österreich) 1994,  3-85445-094-X.
- Robert Palmer: Rock & Roll. Die Chronik einer Kulturrevolution. Hannibal Verlag, St. Andrä-Wördern (Österreich) 1997,  3-85445-140-7.
- Nik Cohn: AWopBopaLooBopALopBamBoom. Piper Verlag, München 1995 (Originalausgabe: 1969),  3-492-18402-2.
- Arnold Shaw: Soul. Von den Anfängen im Blues zu den Hits aus Memphis und Philadelphia. 1980. ISBN 3-499-17199-6. Rowohlt Verlag, Reinbek bei Hamburg
- Peter Guralnick: Sweet Soul Music. Bosworth Edition, Berlin 2008, (Originalausgabe: 1999),  978-3-86543-321-3
- Aaron Cohen: Move on Up: Chicago Soul Music and Cultural Black Power. University of Chicago Press

## Spoljašnje veze
- Soul Bible - Looking back at some of the best soul tracks of the 1980s
- 100 Greatest 'Classic' R&B/Soul Songs - 50s-70s
- 100 Greatest R&B/Soul Ballads
- Midwest 45s - A non-profit website devoted to demonstrating the sound of America's Midwest in the genres of soul, gospel, and funk